# Charles Liénard de L'Olive
 (juin 2023).
- Si vous ne connaissez pas le sujet, laissez ce bandeau (vous pouvez alors contacter les auteurs).
- Si vous supprimez le contenu mis en cause (vous pouvez préalablement contacter les auteurs),

argumentez précisément cette suppression dans la page de discussion
(un manque de référence n'est pas un argument ; une recherche réelle de référence doit avoir été effectuée, être formellement documentée).
 (juin 2023).
Pour les articles homonymes, voir Liénard.
Charles Liénard de L'Olive est un colon français du XVIIe siècle (Saint-Christophe, Guadeloupe), originaire de Chinon.

## Histoire
En 1634, Charles Liénard, sieur de L'Olive, colon à Saint-Christophe, part pour Paris afin de persuader la Compagnie des îles d'Amérique de lui permettre de coloniser la Guadeloupe. Arrivé à Dieppe, il y rencontre le sieur Jean du Plessis d'Ossonville à qui il expose son projet, et tous deux se rendent à Paris pour négocier avec la Compagnie. Le contrat, signé le 14 février 1635, leur délivre une commission pour « commander ensemble dans l'île qu'ils habiteraient ». Les deux associés quittent le port de Dieppe le 25 mai 1635  sur deux navires avec 554 personnes, parmi lesquelles se trouvent 4 missionnaires dominicains, 150 engagés et quelques familles.
Ils arrivent à la Guadeloupe le 28 juin 1635 et débarquent du côté de Sainte-Rose (Pointe Allègre). Ce n'est pas un bon choix, comme l'écrit le Père Jean-Baptiste Du Tertre : 

« Le premier soin des gouverneurs fut de chercher un endroit confortable pour s'installer. À cet effet, ils parcoururent toute la côte et après beaucoup d'efforts, ils s'arrêtèrent par malheur à l'endroit le plus ingrat de toute l'île ... »

Les premiers mois sont très difficiles pour ces premiers colons. Victimes de la maladie et du manque de nourriture, nombre d'entre eux ne survivent pas. Les survivants décident de s'installer dans le sud de l'île du côté de l'actuel Vieux-Fort. Ils reçoivent alors l'aide des autochtones Caraïbes.
Malgré cela, Charles Liénard, Sieur de L'Olive, contre l'avis de Jean du Plessis d'Ossonville, s'attaque aux Indiens caraïbes (qualifiés de sauvages) pour prendre leurs femmes et voler leurs terres,.

« Madeleine Huguet,  Etienne Huguet, Sieur de Bussy et Louis Huguet étaient les enfants de M. François Huguet,  sergent royal en l'élection  de Chinon, et de Françoise Chamaillard.  Il  est  probable  que la  mère  de  Charles Liénard de L'Olive, Françoise Boynard,  était veuve de Nn Chamaillard quand elle se maria à Pierre Liénard, sieur de L'Olive,  et  qu'elle  avait  de son premier  mariage  une fille,  Françoise  Chamaillart, qui  épousa  M. François Huguet;  c'est  ainsi que les enfants Huguet  étaient  les neveux  de M.  de L'Olive.  Cette parenté est  affirmée  de la façon la plus  précise  par  le mémoire  de 1727. »

 (Il s'agit d'un mémoire dressé à  cette date, à fin d'anoblissement, par la famille Platelet de Lagrange, descendante de Guillaume Dorange).
(source GHC)
Le 26 janvier 1636, il tue Yance, chef indien Kali'na et mettra, avec ses hommes, le feu à son village Manioukani de Rivière-Sens (actuellement quartier Rivière-Sens à Gourbeyre). Ce sera la première guerre franco-caraïbe de 1636-1642 en Guadeloupe. Par la suite, les Prêcheurs se dissocièrent et obtinrent une concession importante dans le sud de l'île.
En 1638, L'Olive tombe malade. Philippe de Longvilliers de Poincy décide alors d'organiser la défense de l'île. Le 4 avril 1640, il est remplacé par Jean Aubert, ancien chirurgien du Roi à Saint-Christophe et époux de la veuve de Du Plessis mais ne prendra ses fonctions que le 25 novembre à la suite de conflits entre la Compagnie et le Commandeur de Poincy.

## Hommages et critiques
À Paris dans le 18e arrondissement, quartier de la Chapelle, une rue L'Olive honorait depuis 1875 le colonisateur de la Guadeloupe. Le 10 octobre 2011, le Conseil de Paris décide officiellement de rénommer la voie rue de l'Olive, afin d’effacer la référence coloniale,.
La commune de Vieux-Fort fut un temps nommé Vieux-Fort-L'Olive.

## Référence
1. ↑  Ces messieurs de Chinon de Luc Boisnard, chez PSR éditions, 2006
2. ↑  « CHINON § Mariage de Charles LIENARD, écuyer sieur de L'OLIVE, gouverneur pour le Roi des Iles des Indes Occidentales », sur France Archives (consulté le 15 décembre 2023)
3. ↑  « COL F3 MOREAU DE SAINT-MERY » [PDF], sur ANOM (consulté le 15 décembre 2023), p. 193
4. ↑  « Une des plus anciennes habitations-sucreries découvertes en Guadeloupe », 28 octobre 2010 (consulté le 15 décembre 2023)
5. ↑  Steeve Prudent, « #27mai2018 : L’esclavage débute très tôt à la Guadeloupe », sur La 1ère France TV Info, 23 mai 2018 (consulté le 15 décembre 2023)
6. 1 2  « Sainte-Rose de Guadeloupe », sur Guadeloupe la 1ère, 6 août 2019 (consulté le 12 janvier 2020)
7. ↑  « Sainte-Rose – Sentwòz », sur l'Or des Îles, L'Or des Îles / Centre régional de documentation pédagogique de l’académie de la Martinique / Assemblée Nationale ANOM Sénat La Guadeloupe dans l’histoire: La Guadeloupe physique, économique, agricole, commerciale, financière, politique et sociale, 1492-1900 – Oruno Lara Histoire de la Guadeloupe, Volume 1 – Auguste Lacour Histoire de l’esclavage dans les colonies françaises…, 5 juillet 2019 (consulté le 12 janvier 2020)
8. ↑  Luc Reinette, « Petite histoire de la Guadeloupe racontée aux enfants », sur Nouvelles étincelles, 26 mai 2022 (consulté le 15 décembre 2023)
9. ↑  Julie Montana, « K’Nawa rend hommage à un chef amérindien », sur Maximini, 25 janvier 2013 (consulté le 15 décembre 2023)
10. ↑  « Basse-Terre : riche patrimoine, vaillance d'un peuple. », sur Guadeloupe Tourisme (consulté le 15 décembre 2023)
11. ↑  David Plouviez (Directeur de l’édition) et Centre de recherches en histoire internationale et atlantique (Nantes), Défense et colonies dans le monde atlantique : XVe – XXe siècle (Actes de congrès), Rennes, Presses universitaires de Rennes, coll. « Enquêtes et documents (Centre de recherches en histoire internationale et atlantique) », 2014, 316 p. (ISBN 9782753534674, OCLC 896863263, BNF 44232299)
12. ↑  « Echanges entre les équipes administratives des EPCI et communes et les services de l’Etat », sur Grand Sud Caraïbe, 20 juin 2023 (consulté le 15 décembre 2023)
13. ↑  Éric Roulet et laboratoire HLLI EA 4030 de l’université du Littoral Côte d’Opale (soutien), La Compagnie des îles de l'Amérique 1635-1651 : Une entreprise coloniale au XVIIesiècle, Presses universitaires de Rennes, 2022, 810 p. (ISBN 2753555419, OCLC 1321964975), chap. 8 (« Capitaines généraux et lieutenants généraux »)
14. ↑  « m.leparisien.fr/paris-75/paris… »(Archive.org • Wikiwix • Archive.is • Google • Que faire ?).
15. ↑  Mairie de Paris, « 2011, DU 229 - Substitution de la dénomination rue de
l’Olive à celle de rue l’Olive (18e) », Bulletin Municipal Officiel,‎ 10 novembre 2011 (lire en ligne)
16. ↑  « Vieux-Fort (Guadeloupe, Île de la) », sur ANOM (consulté le 15 décembre 2023)